# 수원 방씨
수원 방씨(水原房氏)는 경기도 수원시를 본관으로 하는 한국의 성씨이다. 시조는 방정유(房貞儒)라는 인물로 대광이라는 직책을 지녔으며, 남양 방씨에서 분관한 것으로 추정된다.

## 참고 자료
- “수원방씨(水原房氏)”. 뿌리를 찾아서.[깨진 링크(과거 내용 찾기)]